# Shine (пісня Наталії Келлі)
«Shine» (укр. «Сяй») — пісня австрійської співачки Наталії Келлі, з якою вона представляла Австрію на пісенному конкурсі Євробачення 2013. Пісня була виконана 14 травня в першому півфіналі, але до фіналу не пройшла.